# Zanola
Zanola é um gênero de mariposa pertencente à família Bombycidae.